# Almargen
Almargen is een gemeente in de Spaanse provincie Málaga in de regio Andalusië met een oppervlakte van 34 km². In 2007 telde Almargen 2114 inwoners.